# Hugh Skinner
Hugh Skinner (Londra, 6 gennaio 1985) è un attore britannico, attivo in campo teatrale, televisivo e cinematografico. Ha preso parte in alcuni film a partire dal 2007, ma è principalmente noto per aver interpretato Harry Bright da giovane in Mamma Mia! Ci risiamo.

## Filmografia parziale

### Attore

#### Cinema
- Les Misérables, regia di Tom Hooper (2012)
- Kill Your Friends  regia di Owen Harris (2015)
- Appuntamento al parco (Hampstead), regia di Joel Hopkins (2017)
- Star Wars: Gli ultimi Jedi (Star Wars: The Last Jedi), regia di Rian Johnson (2017)
- Mamma Mia! Ci risiamo (Mamma Mia! Here We Go Again), regia di Ol Parker (2018)
- The Ceremony - Invito mortale (The Invitation), regia di Jessica Thompson (2022)
- Wicked Little Letters, regia di Thea Sharrock (2023)
- Marcello mio, regia di Christophe Honoré (2024)

#### Televisione
- Tess dei d'Urberville (Tess of the D'Urbervilles) – miniserie TV, 4 puntate (2008)
- Any Human Heart – serie TV, episodi 1x03-1x04 (2010)
- Law & Order: UK – serie TV, episodio 5x01 (2011)
- Poldark – serie TV, 5 episodi (2016)
- Harlots – serie TV, 8 episodi (2017-2018)
- The Romanoffs – serie TV, episodio 1x08 (2018)
- Fleabag – serie TV, 6 episodi (2016-2019)
- The Windsors – serie TV (2016-in corso)
- Little Birds – miniserie TV, 6 puntate (2020)
- The Witcher – serie TV (2023-in corso)

### Doppiatore
- Bonkers gatto combinaguai - serie TV, 1 episodio (2007)

## Doppiatori italiani
Nelle versioni in italiano delle opere in cui ha recitato, Hugh Skinner è stato doppiato da:
- Flavio Aquilone in Appuntamento al parco
- Manuel Meli in Mamma Mia! Ci risiamo
- Stefano Sperduti in Fleabag
- Gianluca Cortesi in The Witcher
- Jacopo Venturiero in Cattiverie a domicilio